# Мишко Јовановић
Михајло Мишко Јовановић (Тузла, 15. јун 1878 — Сарајево, 3. фебруар 1915) је био трговац, национални радник. Учествовао је у организовању Сарајевског атентата на аустријског надвојводу Франца Фердинанда 15/28. јуна 1914. године. Окружни суд Земаљске владе у Сарајеву га је осудио због велеиздаје на смртну казну вешањем.

## Биографија
У родном месту је завршио основну школу, два разреда трговачке школе и три разреда приватне немачке школе.
До 1913. године је радио најпре у очевој, која је постала његова трговачка радња, а затим је отворио биоскоп.
Био је један од највиђенијих тузланских Срба. Његово богатство се ценило на више од 100.000 круна.
Био је један од оснивача и од 1907. до 1914. први старешина Српског сокола у Тузли, а касније и надзорник Посавско-подрињског округа Српске соколске жупе Босанско-херцеговачке. На првом свесрпском соколском састанку у Београду 1910.
заступао је целокупно босанско-херцеговачко српско соколство. С Вељком Чубриловићем је путовао од села до села и проповедао соколске идеје. Настојали су, по узору на „Соколе“ у Србији, да у своје редове привуку што више школске омладине.
Као члан Сокола је 1912. боравио више месеци у Немачкој и Србији, где је преко Вељка Чубриловића ступио у контакт с члановима Народне одбране и постао одборник Народне одбране за Тузлу.
Био је члан одбора Српске банке, Српске црквене општине и Епархијског савета. У својој кући на спрату основао је Српску читаоницу.
Током Балканских ратова је сакупљао добровољне прилоге за Црвени крст Србије.
Маја 1914. се сусрео са Трифком Грабежом и Гаврилом Принципом, када су се налазили на путу од Србије до Сарајева и од њихових помагача примио оружје припремљено за атентат, 4 пиштоља и 6 бомби. Како није смео сам да их пренесе до Сарајева, са Данилом Илићем се договорио да оружје однесе у Добој код кројача Вука Јакшића.
Заједно са Данилом Илићем и Вељком Чубриловићем, обешен је 3. фебруара 1915. године у Сарајеву.